# Xã Neponset, Quận Bureau, Illinois
Xã Neponset (tiếng Anh: Neponset Township) là một xã thuộc quận Bureau, tiểu bang Illinois, Hoa Kỳ. Năm 2010, dân số của xã này là 742 người.